# Fritz Hochwälder
Fritz Hochwälder (Vienna, 28 maggio 1911 – 20 ottobre 1986) è stato uno scrittore e drammaturgo austriaco.

## Biografia
Figlio di un artigiano austriaco di origine ebraica, frequentò le scuole a Vienna, dopodiché collaborò con il padre svolgendo il mestiere di tappezziere.
Trasferitosi in Svizzera all'età di ventisette anni per sfuggire alle persecuzioni naziste, visse per un breve periodo nei campi profughi nel Canton Ticino, prima di potersi dedicare attivamente alla sua primaria passione, ossia il teatro.
In terra elvetica Hochwälder conobbe il drammaturgo tedesco Georg Kaiser, che lo ispirò soprattutto nelle tendenze alle indagini psicologiche dei personaggi e alla analisi moralista della società, come evidenziarono le opere Esther (1941) e 1003 (1963).
Hochwälder si dimostrò un autore versatile, in grado di scrivere opere drammatiche di argomento storico-religioso, politico e sociale, come nel caso di Das heilige Experiment (Il sacro esperimento, 1943), incentrata sulla contrapposizione burrascosa fra il potere temporale e quello spirituale rappresentato della teocrazia proclamata dai Gesuiti in Paraguay, oppure di Der öffentliche Ankläger (L'accusatore pubblico, 1948) e Donadieu (1953), basate anch'esse sul tema della sopraffazione dei diritti civili.
Ma Hochwälder risultò abile anche nel comporre commedie di gusto satirico, come Esther (1940) e Der Unschuldige (L'innocente, 1958), oppure di effettuare trasposizioni letterarie da lavori di altri autori, quali Hotel du Commerce (1946) presa da Maupassant e Meier Helmbrecht (1947) derivata dall'opera medioevale di Wernher der Gartenaere.
Con Donnerstag (Giovedì, 1959), trattò invece le delicate tematiche poste dalla pratica della fede ai giorni nostri, in un'epoca di piena secolarizzazione.
Hochwälder, che ha vissuto in Svizzera per quarantacinque anni, è sepolto in una tomba d'onore al Zentralfriedhof di Vienna.

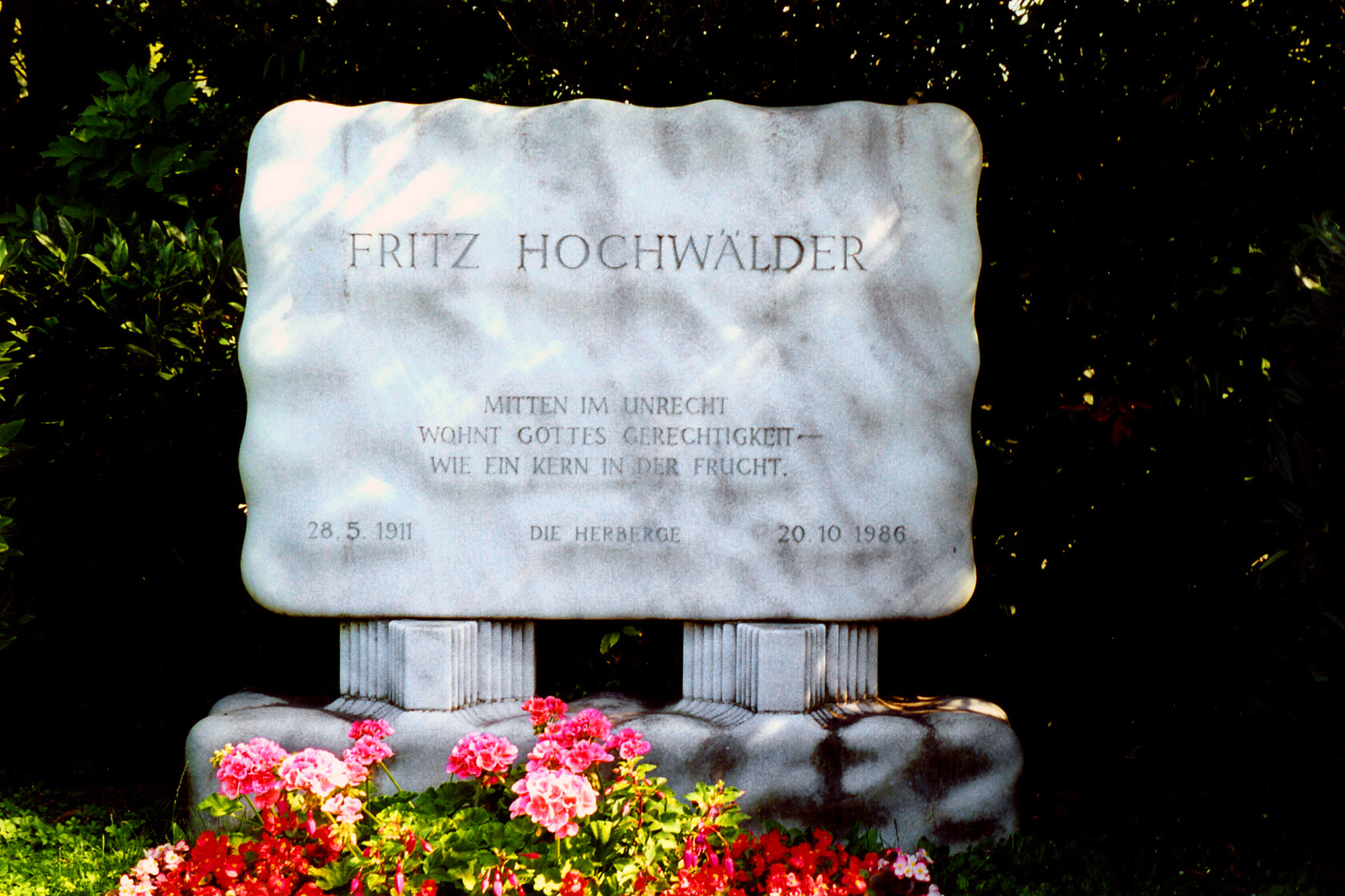
La sua tomba

## Opere
- Die unziemliche Neugier (1934).
- Esther (1940).
- Das heilige Experiment (1942)[3].
- Hôtel du Commerce (1944).
- Meier Helmbrecht (1946).
- Der öffentliche Ankläger (1948).
- Donadieu (1953).
- Die Herberge (1955).
- Der Unschuldige (1958).
- Donnerstag (1959).
- Holokaust (Totengericht) (1960).
- 1003 (1963).
- Der Himbeerpflücker (1964).
- Der Befehl (1968).
- Lazaretti oder Der Säbeltiger (1973).
- Die Prinzessin von Chimay (1982).
- Der verschwundene Mond (1982).
- Die Bürgschaft (1984).
- Donnerstag. Roman (1995).